# Excelsior A33 Tank
De Tank, Heavy Assault, A33, bijnaam Excelsior Tank was een Britse experimentele tank, uit de Tweede Wereldoorlog, gebaseerd op de Cruiser Cromwell.

## Ontwikkeling
Na de mislukte Raid op Dieppe (Operatie Jubilee) in augustus 1942 maakte het Britse opperbevel zich zorgen over de prestaties van de Churchill-tanks. Hierop werd besloten dat er een tank ontwikkeld moest worden die de rol van zowel infanterietank als cruisertank op kon nemen.
Hierop bouwde het Engelse bedrijf English Electric twee prototypes op het chassis van een Cruiser Crommwell-tank met bij de één de wielophanging van de Amerikaanse M6 heavy tank en bij de andere bredere rupsbanden. Verder hadden de twee ontwerpen een dikker pantser en een Ordnance QF 75 mm kanon. Toen de problemen met de Churchill-tanks waren opgelost is het project gestopt.
Het prototype van het tweede ontwerp is te zien in het Bovington Tank Museum in Engeland.